# سفارة الصين في روسيا
سفارة الصين في روسيا هي أرفع تمثيل دبلوماسي لدولة الصين لدى روسيا. تقع السفارة في موسكو وهي تهدف لتعزيز المصالح الصينية في روسيا.

## وصلات خارجية
- الموقع الرسمي
- قائمة سفارات الصين
- قائمة السفارات في روسيا